# 1986 en photographie
| Années de la photographie : 1983 - 1984 - 1985 - 1986 - 1987 - 1988 - 1989    |
| Décennies de la photographie : 1950 - 1960 - 1970 - 1980 - 1990 - 2000 - 2010 |

Cet article présente les faits marquants de l'année 1986 en photographie.

## Événements
- Installation du Musée de la photographie d'Anvers (en néerlandais FotoMuseum Antwerpen, abrégé FoMu), situé dans l'entrepôt « Vlaanderen », avec le statut de musée provincial[1].
- Le Centre régional de la photographie Hauts-de-France (CRP) s’installe à Douchy-les-Mines, dans une ancienne poste mise à disposition par la ville.
- Création du Musée de la photographie André Villers à Mougins en France.
- 1er février : inauguration officielle à Arles de l'École nationale supérieure de la photographie[2].
- L'école de photographie, Werkstatt für Photographie (de), créée en 1976 par le photographe Michael Schmidt à Berlin dans le quartier de Kreuzberg, cesse de fonctionner[3].

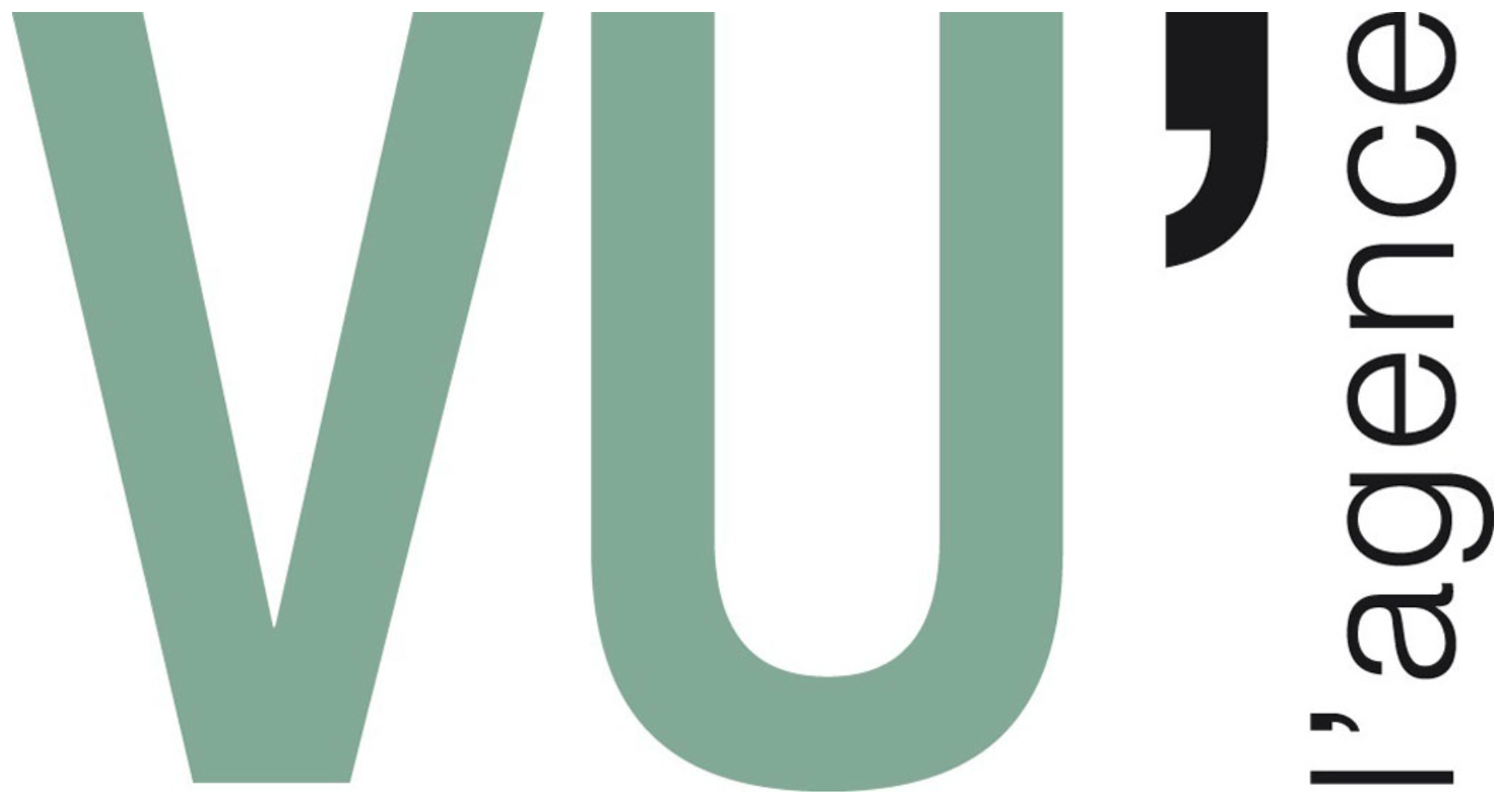
Logo de l'Agence Vu.

- novembre : création en France de l'agence de photographes VU par Christian Caujolle et Zina Rouabah avec le journal Libération comme actionnaire de référence.
- septembre : création de la revue semestrielle française La Recherche photographique, dont André Rouillé est rédacteur en chef.
- Création de la revue trimestrielle canadienne Ciel variable, bilingue français-anglais, consacrée à l’analyse des pratiques artistiques contemporaines de la photographie et de l’image.
- Création en France du Raid Paris - Cap Nord, un raid photographique entre Paris et le Cap Nord en Norvège ; la première édition a lieu en 1988.
- Fujifilm commercialise le Fujicolor QuickSnap, le premier appareil photo jetable.
- Canon commercialise le Canon T90, appareil photographique reflex mono-objectif qui utilise la monture Canon FD, et le Canon RC-701, appareil photographique reflex analogique professionnel.
- Leica commercialise le Leica R5, appareil photographique reflex mono-objectif, qui dispose de la mesure TTL au flash.
- Nikon commercialise le Nikon F-501, appareil photographique reflex mono-objectif autofocus argentique[4].
- 10 janvier : Kodak perd le procès qui l'opposait à Polaroid depuis 1976 lorsque Kodak a commencé à vendre sa propre version d'un Appareil photographique instantané (EK4 et 6), ce qui constituait la contrefaçon des brevets déposés par Polaroid ; la firme abandonne toute perspective dans ce domaine.

## Livres de photographies
- Claude Bricage, Atelier, texte d'Alin A. Avila, Paris, Area, 1986, 80 p. : ouvrage consacré à Vladimir Veličković[5].
- Paul Caponigro : 
  - Color Photographs, Center for Creative Photography, Université de l'Arizona, Tucson •  (ISBN 978-0-82121-616-3).
  - Megaliths, New York Graphic Society, New York •  (ISBN 978-0-82121-616-3).
- James Danziger, Visual Aid, avant-propos de Cornell Capa, New York, Pantheon Books •  (ISBN 978-0-82121-616-3)

ouvrage à vocation humanitaire inspiré par les musiciens réunis au sein de Band Aid et USA for Africa, avec des photographies d'Annie Leibovitz, Antony Armstrong-Jones, Robert Mapplethorpe, David Bailey, Matthew Rolston (en), Sheila Metzner (en), Herb Ritts, Greg Gorman (en), Andy Warhol.
- Masahisa Fukase, Karasu (鴉?) (Ravens), Yokohama, Sōkyūsha[6].
- Charles Harbutt, Progreso, Paris, Navarin Éditeur, Paris •  (ISBN 978-2-86827-046-7).
- Uwe Ommer, Black ladies, préface Léopold Sédar Senghor, Paris, Les Éditions du Jaguar, 142 p.
- Edward Weston : Color Photography, texte de Terrence Pitts, Center for Creative Photography, Université de l'Arizona, Tucson •  (ISBN 978-0-93826-215-2).

## Études, essais, articles
- Beaumont Newhall, Supreme Instants : The Photography of Edward Weston, New York, New York Graphic Society •  (ISBN 978-0-50054-122-7).
- Jean-Claude Lemagny (dir.) et André Rouillé (dir.), Histoire de la photographie, Paris, Bordas, coll. « Le Musée mondial de la photographie » (no 5), 1986, 286 p. (ISBN 2-04-012807-7).

## Expositions
- 16 avril - 15 juin : Explosante fixe, Musée national d'Art moderne, Paris ; exposition consacrée à la place de la photographie au sein du surréalisme[7].
- 7 octobre - 1er décembre : La nouvelle photographie en France : 1919-1939, Musée Sainte-Croix, Poitiers ; commissaire d'exposition Christian Bouqueret[8].

exposition présentée ensuite au Musée Réattu, Arles et au Musée des Beaux-Arts, Carcassonne
- 9 octobre - 6 janvier 1987 : New Photography 2: Mary Frey, David Hanson, and Philip-Lorca diCorcia, Museum of Modern Art (MoMA), New York[9].
- 22 octobre - 10 novembre : Charles Harbutt, Bibliothèque nationale, Paris.
- 13 novembre - 4 janvier 1987 : Willy Maywald et la mode, Palais Galliera, musée de la Mode, Paris.
- 10 décembre - 18 janvier 1987 : Hippolyte Bayard : naissance de l'image photographique, Maison de la culture, Amiens

puis 8 avril - 31 mai 1987 : Palais de Tokyo, Paris.
- 18 décembre - 2 mars 1987 : William Klein. Le Commun des Mortels, Centre national de la photographie, Paris[11].
- Robert Frank: New York to Nova Scotia, Museum of Fine Arts, Houston (MFAH), Houston, Texas.
- Black Sun: The Eyes of Four. Roots and Innovation in Japanese Photography, Serpentine Gallery, Londres[12].

## Festivals et congrès photographiques
- 5 juillet - 31 août : 17es Rencontres de la photographie d'Arles[13].
- novembre : 4e Mois de la photo, Paris.
- Colloque organisé à la Sorbonne par la revue Les Cahiers de la photographie : "De l'instrument à la trace", sur les rapports du peintre, du sculpteur et de la photographie[14].

## Prix et récompenses
- Grand Prix national de la photographie : William Klein.
- Prix Niépce : Jean-Marc Zaorski.
- Prix Nadar : Mission photographique de la DATAR, Paysages photographiés, Paris, éditions Hazan.
- Prix Kodak de la critique photographique : 1er rix ex æquo Françoise Huguier et Gilbert Fastenaekens.
- Grand prix Paris Match du photojournalisme : Alain Keler pour ses photographies en Éthiopie.
- Médaille David-Octavius-Hill : John Hilliard.
- Prix Oskar-Barnack : David Turnley.
- Prix Erich-Salomon : Peter Magubane.
- Prix culturel de la Société allemande de photographie : Paul K. Weimer.
- Création du Prix du duc et de la duchesse d'York qui récompense un artiste professionnel pour un travail de création personnel ou des études supérieures en photographie. Premier lauréat en 1987.
- Prix Robert Capa Gold Medal : James Nachtwey.
- Prix Pulitzer :
  - Prix Pulitzer de la photographie d'article de fond : Tom Gralish du Philadelphia Inquirer pour ses photographies des sans-abri de Philadelphie.
  - Prix Pulitzer de la photographie d'actualité : Carol Guzy et Michel duCille du Miami Herald, pour leurs photographies de l’éruption du volcan Nevado del Ruiz en 1985 en Colombie.
- Prix Ansel-Adams : Robert M. Lindholm.
- Prix W. Eugene Smith : Letizia Battaglia et John Vink.
- Infinity Awards : 
  - Prix de la publication Infinity Award : William Eugene Smith, Let Truth Be the Prejudice, New York, Aperture.
  - Infinity Award du photojournalisme : Sebastião Salgado.
  - Infinity Award for Art : Lucas Samaras.
  - Prix de la photographie appliquée : non décerné.
  - Création du Prix pour l'œuvre d'une vie. Premier lauréat : Edward K. Thompson.
- Prix de la Société de photographie du Japon / prix annuel : Masatoshi Naitō, Ikkō Narahara, Tadashi Shimada / espoirs : Kōzō Miyoshi / contributions remarquables : Sakae Tamura.
- Prix Higashikawa : photographe japonais : Shinoyama Kishin ; photographe étranger : Lucien Clergue ; photographe espoir : Takanobu Hayashi ; prix spécial : Tetsuya Sekiguchi.
- Prix Kimura Ihei : Hisashi Wada.
- Prix Ken-Domon : Taku Aramasa.
- World Press Photo de l'année : Frank Fournier pour sa photographie d'Omayra Sánchez victime de la catastrophe d'Armero, morte après avoir été emprisonnée 60 heures dans un puits de boue[15].
- Prix international de la Fondation Hasselblad : Ernst Haas.

## Naissances en 1986
- 11 août : Tea Falco, photographe et actrice italienne.
- 6 septembre : Haruehun Airry, photographe thaïlandais.
- 29 décembre : Nikolai von Bismarck, photographe britannico-allemand.

- Date précise inconnue ou non renseignée :
  - Laia Abril, photographe et artiste plasticienne espagnole dont les travaux sont liés au féminisme.
  - Julie Balagué, photographe et photojournaliste française.
  - Sabiha Çimen, photographe turque.
  - Tommaso Protti, reporter photographe indépendant italien, lauréat en 2019 du prix Carmignac du photojournalisme.
  - Sébastien Van Malleghem, photographe belge.
  - Konstantínos Tsakalídis, photojournaliste indépendant grec.

## Décès en 1986
- 11 janvier : André Papillon, photographe français, né le 26 mai 1910.
- 17 février : Konrad Helbig, photographe et historien d'art allemand, né le 7 juin 1917.
- 25 février : Henriette Grindat, photographe suisse, née le 3 juillet 1923.
- 4 mars : Pedro Luis Raota, photographe argentin, né le 26 avril 1934.
- 26 mars : Dezider Hoffmann, photographe et photojournaliste hongrois, né le 24 mai 1912.
- 4 avril : Habib Osman, photojournaliste tunisien, photographe officiel du président Habib Bourguiba, né le 27 décembre 1910.
- 13 juillet : Ralph Steiner, photographe et documentariste américain, né le 8 février 1899.
- 30 juillet : Robert Sexé,  motocycliste, photographe et globe-trotter français, né le 17 novembre 1890.
- 28 août : Russell Lee, photographe photojournaliste américain, né le 21 juillet 1903.
- 12 septembre : 
  - Ernst Haas, photographe autrichien et américain, né le 2 mars 1921.
  - Jacques Henri Lartigue, photographe, peintre et écrivain français, né le 13 juin 1894.

- Date précise inconnue ou non renseignée :
  - Hatsutarō Horiuchi, photographe japonais, né en 1909.
  - Ryōsuke Ishizu, photographe japonais, né en 1906.
  - Jean Mézière, photographe français actif au Texas, né en 1946.
  - Nikólaos Tompázis, photographe grec, né en 1894.

## Célébrations
Centenaire de naissance
- Frantz Adam
- Albert Arthur Allen
- Goroku Amemiya
- Raoul Berthelé
- Alexandre Drankov
- José Ortiz Echagüe
- Giuseppe Enrie
- Martin Gusinde
- Raoul Hausmann
- Erich Salomon
- Armin Wegner
- James Van Der Zee
- Edward Weston

Centenaire de décès
- Joseph Albert
- Hugh Welch Diamond
- Jules Duboscq
- Jean Laurent
- Pierre Rossier
- Pascal Sébah
- William Henry Silvester
- Charles Soulier